# Funicular

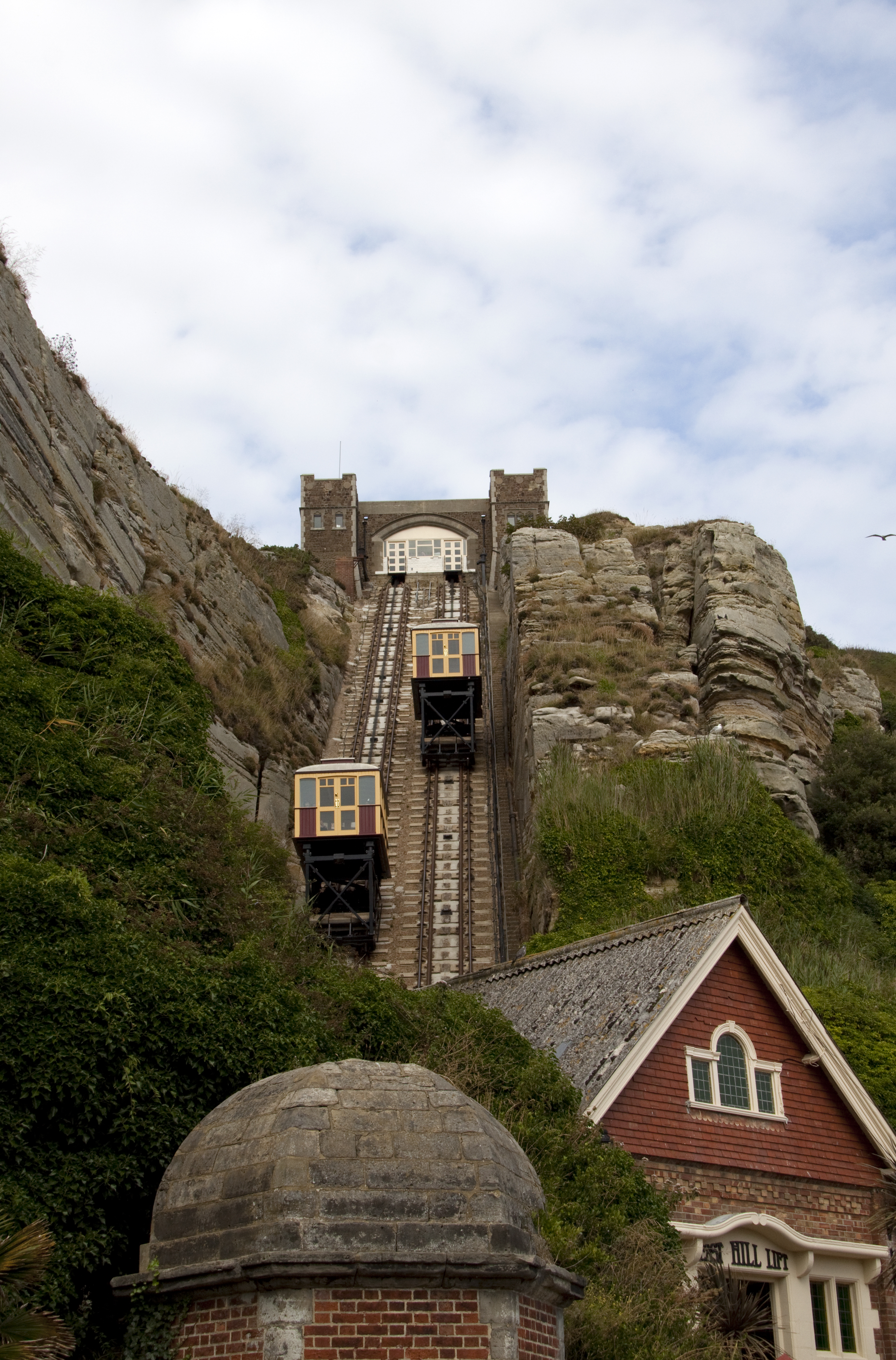
Ascensor da cidade de Hastings, Reino Unido.

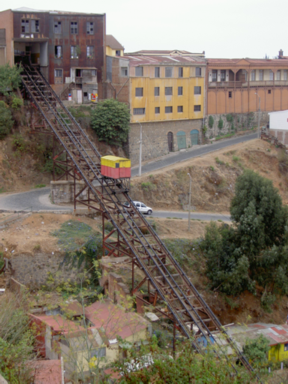
Típico ascensor da cidade de Valparaíso, Chile. O esquema deste repete-se em todos os demais à exceção do Polanco, que é vertical.

Denomina-se funicular a um tipo especial ou um tipo de sistema ferroviário de cabo que conecta pontos ao longo de um trilho ferroviário colocado em uma encosta íngreme. O sistema é caracterizado por dois vagões contrabalanceadas (também chamadas de carros ou trens) permanentemente presas a extremidades opostas de um cabo de transporte, que é enrolado sobre uma polia na extremidade superior da pista. O resultado de tal configuração é que as duas carruagens se movem sincronicamente: à medida que uma sobe, a outra desce a uma velocidade igual. Esta característica distingue os funiculares dos elevadores inclinados, que têm um único carro que é transportado para cima.
O termo funicular deriva da palavra latina funiculus, o diminutivo de funis, que significa "corda".

## História

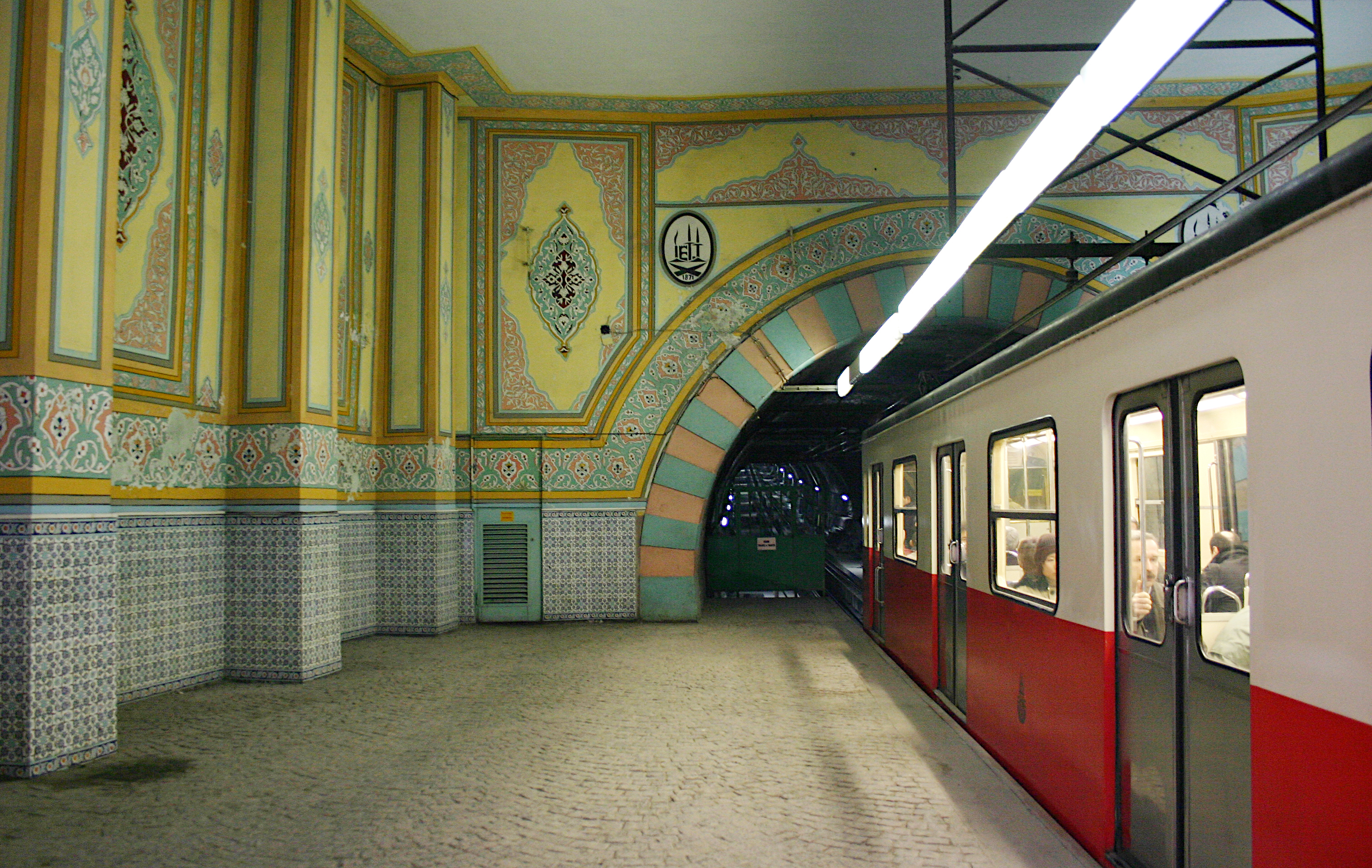
Tünel em Istambul, lançado em 1875, estação de Karaköy a partir de 2006

Uma série de sistemas ferroviários a cabo que puxam seus carros em encostas inclinadas foram construídos desde a década de 1820. Na segunda metade do século 19 surgiu o projeto de um funicular como sistema de trânsito. Era especialmente atraente em comparação com os outros sistemas da época, pois o contrabalanceamento dos carros era considerado uma solução de redução de custos.
A primeira linha dos Funiculares de Lyon (Funiculaires de Lyon) abriu em 1862, seguida por outras linhas em 1878, 1891 e 1900. O Funicular da Colina do Castelo de Budapeste foi construído em 1868-69, com o primeiro teste em 23 de outubro de 1869. O funicular mais antigo operando na Grã-Bretanha data de 1875 e fica em Scarborough, North Yorkshire. Em Istambul, Turquia, o Tünel está em operação contínua desde 1875 e é o primeiro funicular subterrâneo e o segundo mais antigo trem subterrâneo. Ele permaneceu alimentado por uma máquina a vapor até ser levado para renovação em 1968.
Até o final da década de 1870, o funicular de quatro trilhos era a configuração normal. Carl Roman Abt desenvolveu o Abt Switch permitindo o layout de dois trilhos, que foi usado pela primeira vez em 1879, quando o funicular de Giessbach foi inaugurado na Suíça. 
O primeiro funicular do Brasil foi em São Paulo o Funicular da Serra do Mar, também conhecido como o Sistema Funicular da São Paulo Railway. Ele foi inaugurado em 1867 e fazia parte da ferrovia São Paulo Railway, que conectava o porto de Santos ao planalto paulista, terminando na cidade de Jundiaí. Este sistema era crucial para superar o desnível acentuado da Serra do Mar. O sistema funicular da Serra do Mar consistia em cinco patamares ou seções inclinadas, cada uma com uma estação intermediária. Os trens eram puxados por cabos de aço acionados por grandes motores a vapor instalados nas estações de patamar. Esse sistema permitia o transporte eficiente de carga e passageiros entre o litoral e o planalto, sendo um marco importante na infraestrutura ferroviária brasileira e no desenvolvimento econômico de São Paulo.
Nos Estados Unidos, o primeiro funicular a usar um layout de dois trilhos foi o Telegraph Hill Railroad em São Francisco, que esteve em operação de 1884 até 1886.  A Mount Lowe Railway em Altadena, Califórnia, foi a primeira ferrovia de montanha nos Estados Unidos a usar o layout de três trilhos. Os layouts de três e dois trilhos reduziram consideravelmente o espaço necessário para a construção de um funicular, reduzindo os custos de nivelamento em encostas de montanha e os custos de propriedade para funiculares urbanos. Esses layouts possibilitaram um boom funicular na segunda metade do século 19.
Atualmente, o funicular mais antigo e íngreme dos Estados Unidos em uso contínuo é o Monongahela Incline localizado em Pittsburgh, Pensilvânia. A construção começou em 1869 e abriu oficialmente em 28 de maio de 1870 para uso dos passageiros. O inclinado Monongahela também tem a distinção de ser o primeiro funicular nos Estados Unidos para uso estritamente de passageiros e não de carga.
 

Em 1880, o funicular do Monte Vesúvio inspirou a canção popular italiana Funiculì, Funiculà. Este funicular foi destruído repetidamente por erupções vulcânicas e abandonado após a erupção de 1944. 

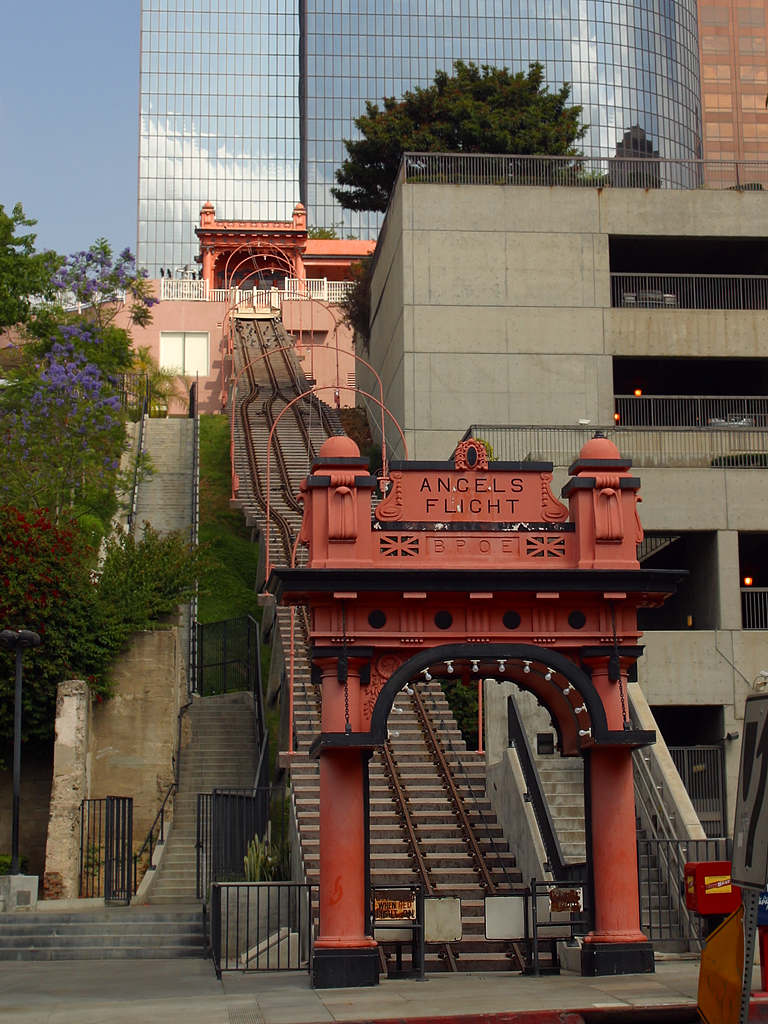
Funicular da cidade de Los Angeles, Estados Unidos.

## Primeiros
Depois do primeiro funicular, os seguintes foram:
- O de Paranapiacaba, com o primeiro sistema inaugurado em 1867.
- O de Budapeste em 1870.
- O de Viena em 1873.
- O de Salvador, o Plano Inclinado Gonçalves em 1874.
- O de Istambul em 1875.
- O do Reino Unido em 1876.
- O Funicular do Bom Jesus em 1882.
- Os de Valparaíso, partindo pelo Conceição, inaugurado em 1883.
- O de Bürgenstock junto a Lucerna, Suíça, em 1888.
- O Funicular de Barranco em Lima, Perú, em 1896.
- O Funicular de Ate, Hotel El Pueblo, Perú, em 1966.
- O Funicular del Tibidabo, en Barcelona (Espanha), em 1901.
- O Funicular de Chilecito, Província de La Rioja, Argentina, em 1906.
- O de San Sebastián, Espanha, em 1912.
- O de Bilbao, Espanha, em 1915.
- O de Santiago de Chile, em 1925.
- O Funicular de Larreineta em Valle de Trápaga, Espanha, em 1926.
- O Funicular de Monserrate em Bogotá, em 1929.
- O Funicular de Vallvidrera em Barcelona, Espanha, em 1900.
- O Funicular de Montjuïc em Barcelona, Espanha, em 1928.
- O Funicular da Cimeira em Bariloche, Argentina, em 2007.

A primeira aplicação para transporte de passageiros fez-se em Dusino, Itália, e um ano depois em Lyon, França, para superar rampas de planos inclinados de até 60%.
O primeiro funicular com motor elétrico foi o da Suíça. A partir de então, começou a haver mais e mais funiculares, e na Europa chegaram a circular mais de trezentos.

## Funiculares no Brasil

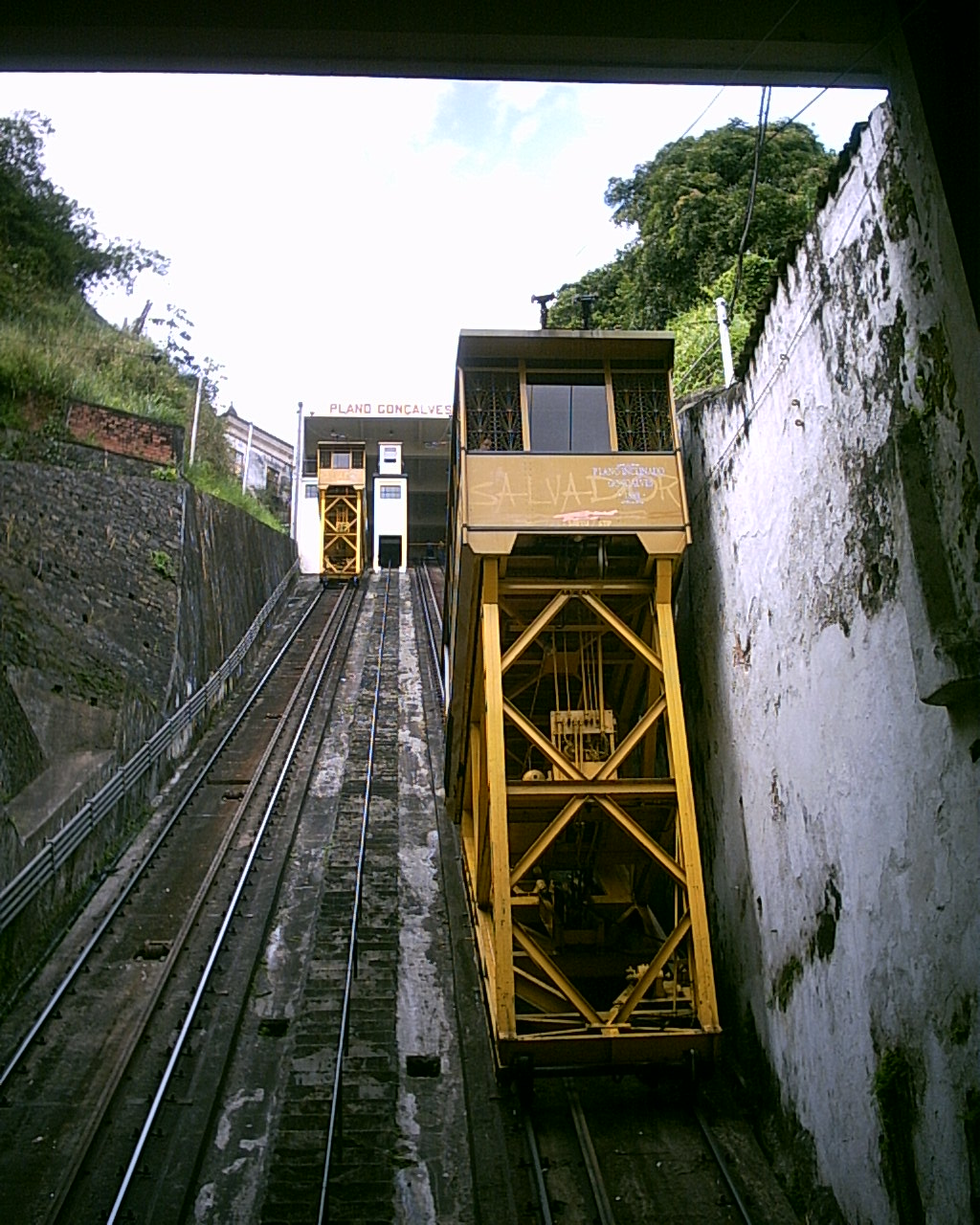
Funicular Gonçalves, Salvador, Bahia.

Para vencer a grande altitude da serra do mar de São Paulo sem criar um trecho excessivamente longo, os ingleses da São Paulo Railway adotaram um sistema funicular, o hoje conhecido por Primeiro Funicular da Serra construído em Paranapiacaba, subdistrito de Santo André.
Esse sistema vencia os quase 800 metros de altitude da Serra por meio de 4 planos inclinados, com 10% de inclinação cada plano, totalizando um percurso de 8 quilômetros. A cada plano, a composição trocava de máquina para prosseguir viagem.
Apesar de parecer um sistema fascinante, o funicular foi duramente criticado por Sud Mennucci, que o considerava um “(…) estapafúrdio trambolho (…) que só o tradicional carrancismo dos ingleses admitia e conservava.” (MENNUCCI, 1947: s.p.), superado com vantagens pela simples aderência do ramal Mairinque-Santos da Estrada de Ferro Sorocabana, construído em 1935.
Em Salvador o Plano Inclinado Gonçalves. Ele foi inaugurado em 1874 e tinha como finalidade ligar a Cidade Alta à Cidade Baixa, facilitando o transporte de pessoas e mercadorias entre essas duas áreas da cidade que apresentam uma diferença significativa de altitude.
Este plano inclinado é um dos primeiros exemplos de transporte público em Salvador e, apesar de não ser tão conhecido quanto o Elevador Lacerda, que foi inaugurado posteriormente, desempenhou um papel importante na mobilidade urbana da cidade durante o século XIX.

## Funiculares na Colômbia

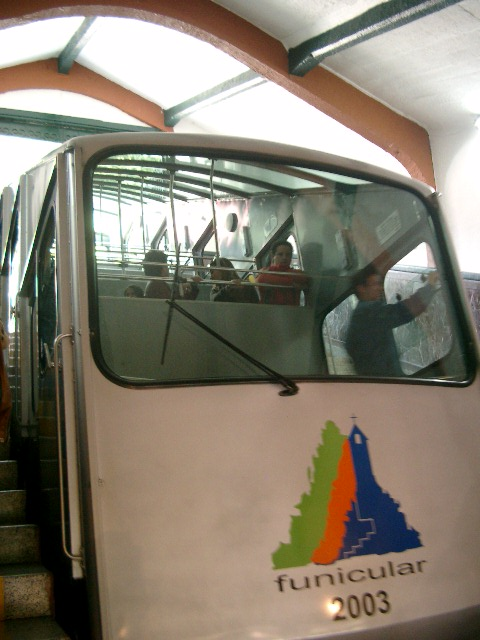
Vagão do funicular do monte Monserrate.

### Bogotá
O funicular que sobe ao monte de Monserrate foi inaugurado em 1929, avança a 3.2 metros por segundo, sobe até aos 3.152 msnm e conta com tetos de vidro para observar a paisagem.

## Funiculares em Espanha
Em Espanha há 13 funiculares em funcionamento. O mais antigo é o do Tibidabo, em Barcelona, inaugurado em 1901. O mais recente é o de Río de la Pila, em Santander, inaugurado em 2008.
- Barcelona (Funicular de Montjuïc, Funicular de Vallvidrera e Funicular do Tibidabo)

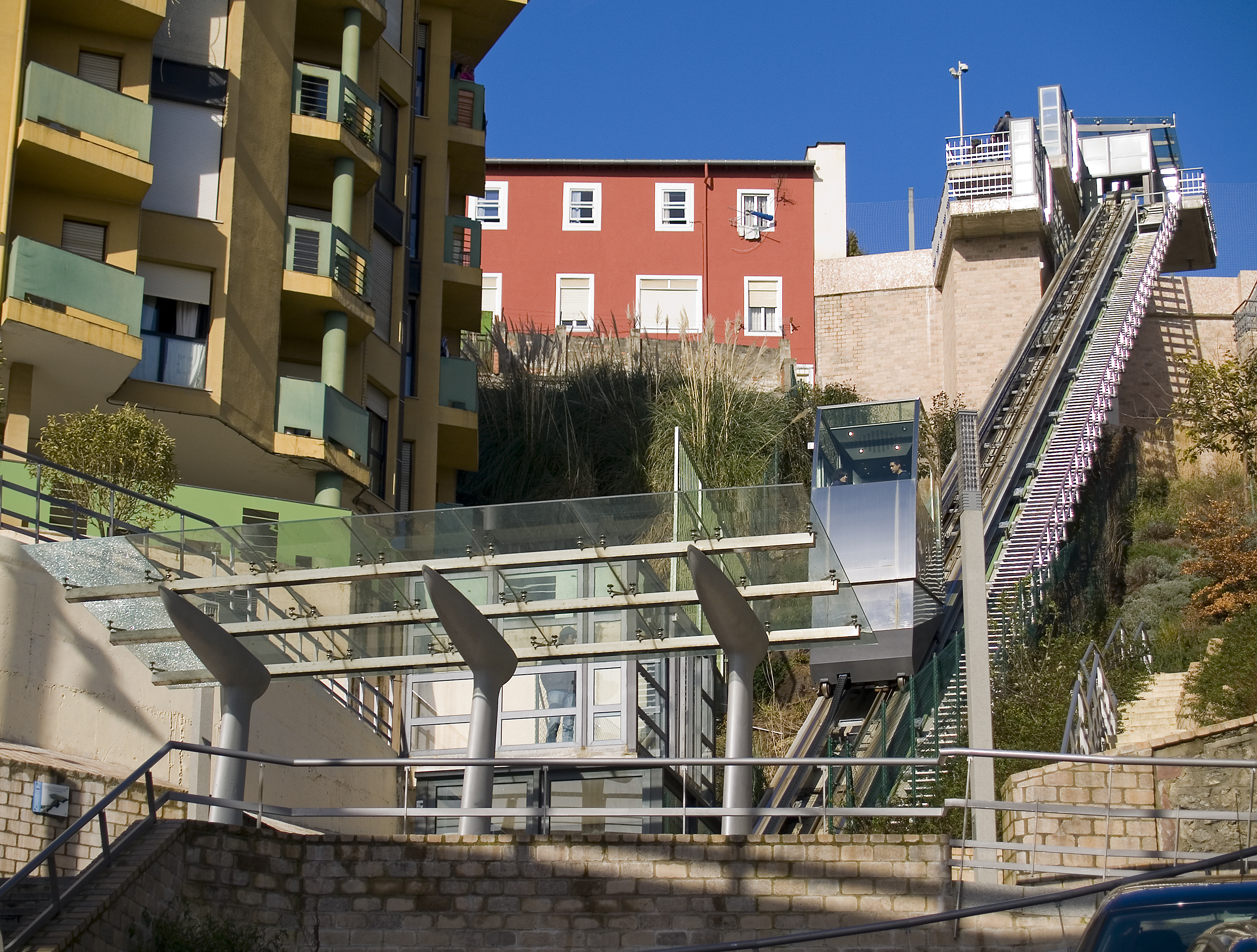
Funicular Río de la Pila em Santander.

- Biscaia (Funicular de Archanda, e Funicular de La Reineta)
- Cabrales (Astúrias) (Funicular de Bulnes)
- San Lorenzo de El Escorial (Comunidade de Madrid) (Funicular do Vale dos Caídos)
- San Sebastián (Funicular de Igueldo)
- Monistrol de Montserrat (Catalunha) (Funicular da Santa Cova e Funicular de Sant Joan)
- Gelida (Catalunha)
- Santander (Cantábria) (Funicular de Río de la Pila)

## Funiculares no México
No México somente há um funicular em funcionamento. O Funicular de Guanajuato situado na cidade de Guanajuato, Guanajuato, e foi inaugurado em 2001.

## Funiculares no Perú
Na central hidroelétrica de Matucana Pablo Boner, situada no distrito de San Jerónimo de Surco, província de Huarochirí, Lima, e no balneário de Curayacu, em San Bartolo, Lima encontram-se os dois únicos funiculares funcionando do Peru.

## Funiculares em Portugal

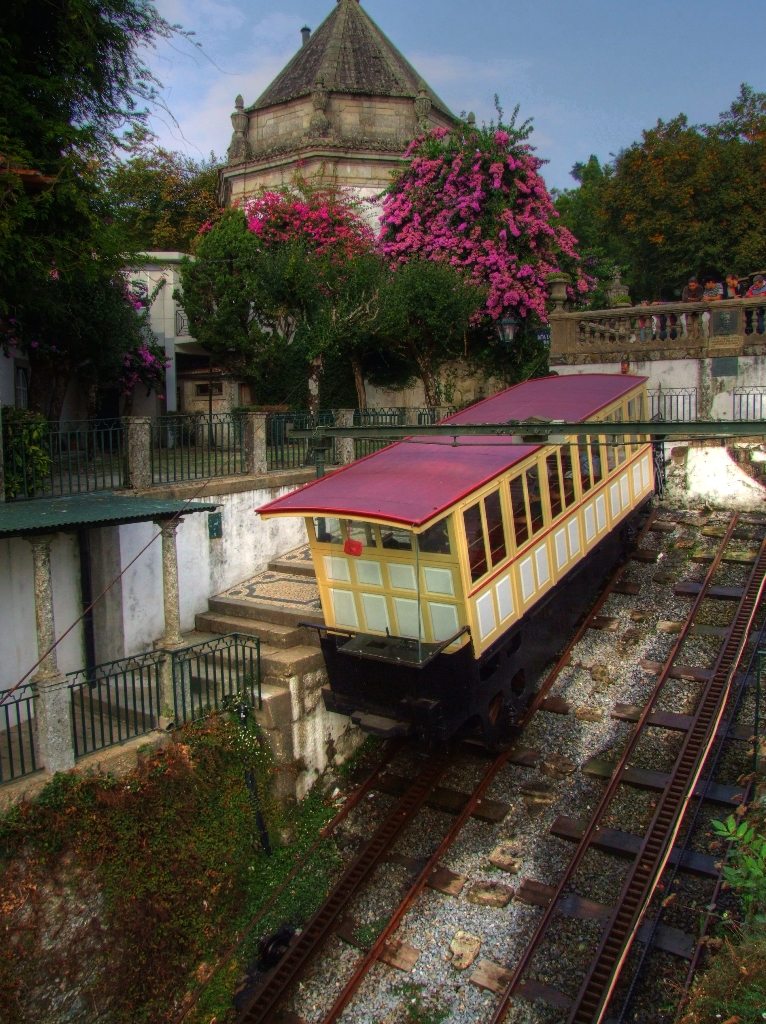
Funicular do Bom Jesus em Braga.

O primeiro funicular em Portugal, e também na Península Ibérica, foi o Funicular do Bom Jesus, em Braga. O projeto foi do engenheiro suíço Nikolaus Riggenbach e foi inaugurado em 1882. Foi nessa obra que se notabilizou o engenheiro português de ascendência francesa Mesnier du Ponsard, que veio a constituir a Companhia dos Ascensores em Lisboa. Foi aí que construiu grande parte da sua obra, na qual se destacam o elevador de Santa Justa, o elevador do Lavra, o elevador da Glória e o elevador da Bica.

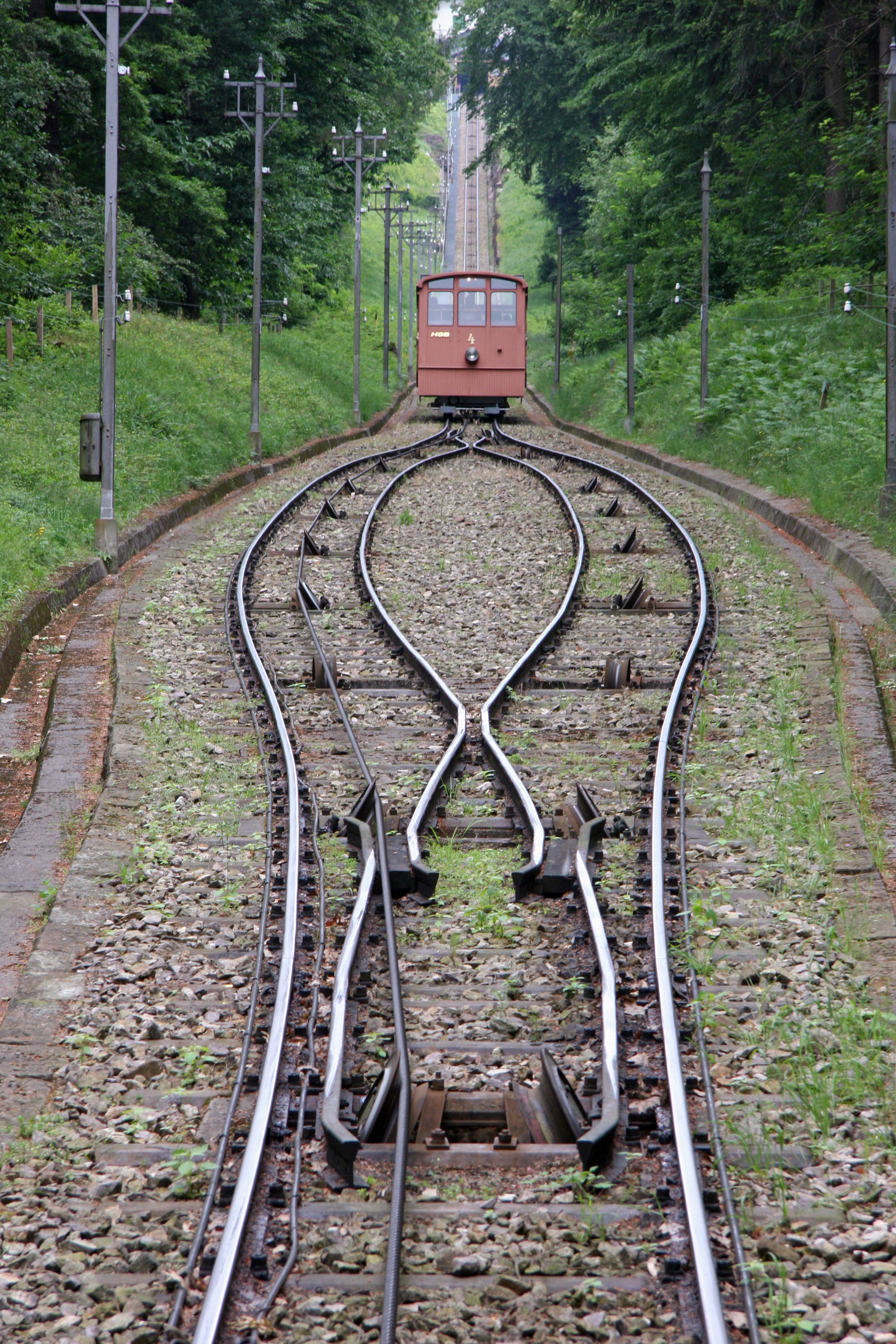
Funicular de Heidelberg, Alemanha (secção superior). Destaca-se o cabo e o cruzamento das vias.